# 炔丙胺
炔丙胺是一种含氮有机化合物，结构简式HC≡CCH2NH2，常温常压下为无色无味液体，常作为合成其它化合物的前体，如通过薗頭耦合反應合成噁唑衍生物：